# 캐롤라이나 리그
캐롤라이나 리그(Carolina League)는 1945년 창설된 미국 사우스 애틀랜틱 코스트지역의 싱글 A 어드밴스드 야구 리그이다. 총 8팀으로 이루어져 있으며 2개의 디비전으로 운영된다.

## 팀
| 디비전 | 팀                  | MLB 팀              | 연고지                        | 홈구장                    |
| ------ | ------------------- | ------------------- | ----------------------------- | ------------------------- |
| 노스   | 프레더릭 키스       | 볼티모어 오리올스   | 프레더릭, 메릴랜드            | 해리 그로브 스타디움      |
| 노스   | 린치버그 힐캐츠     | 클리블랜드 인디언스 | 린치버그, 버지니아            | 칼빈 폴웰 필드            |
| 노스   | 포토맥 내셔널스     | 워싱턴 내셔널스     | 우드브리지, 버지니아          | G. 리처드 피츠너 스타디움 |
| 노스   | 윌밍턴 블루 락스    | 캔자스시티 로열스   | 윌밍턴, 델라웨어              | 다니엘 S. 프롤리 스타디움 |
| 사우스 | 캐롤라이나 머드캐츠 | 애틀랜타 브레이브스 | 지블런, 노스캐롤라이나        | 파이브 카운티 스타디움    |
| 사우스 | 머틀 비치 펠리컨스  | 시카고 컵스         | 머틀 비치, 사우스캐롤라이나   | 티켓리턴닷컴 필드         |
| 사우스 | 세일럼 레드삭스     | 보스턴 레드삭스     | 세일럼, 버지니아              | 루이스-게일 필드          |
| 사우스 | 윈스턴-세일럼 대시  | 시카고 화이트삭스   | 윈스턴-세일럼, 노스캐롤라이나 | BT&T 볼파크               |